# Vénus en uniforme
Pour plus de détails, voir Fiche technique et Distribution.

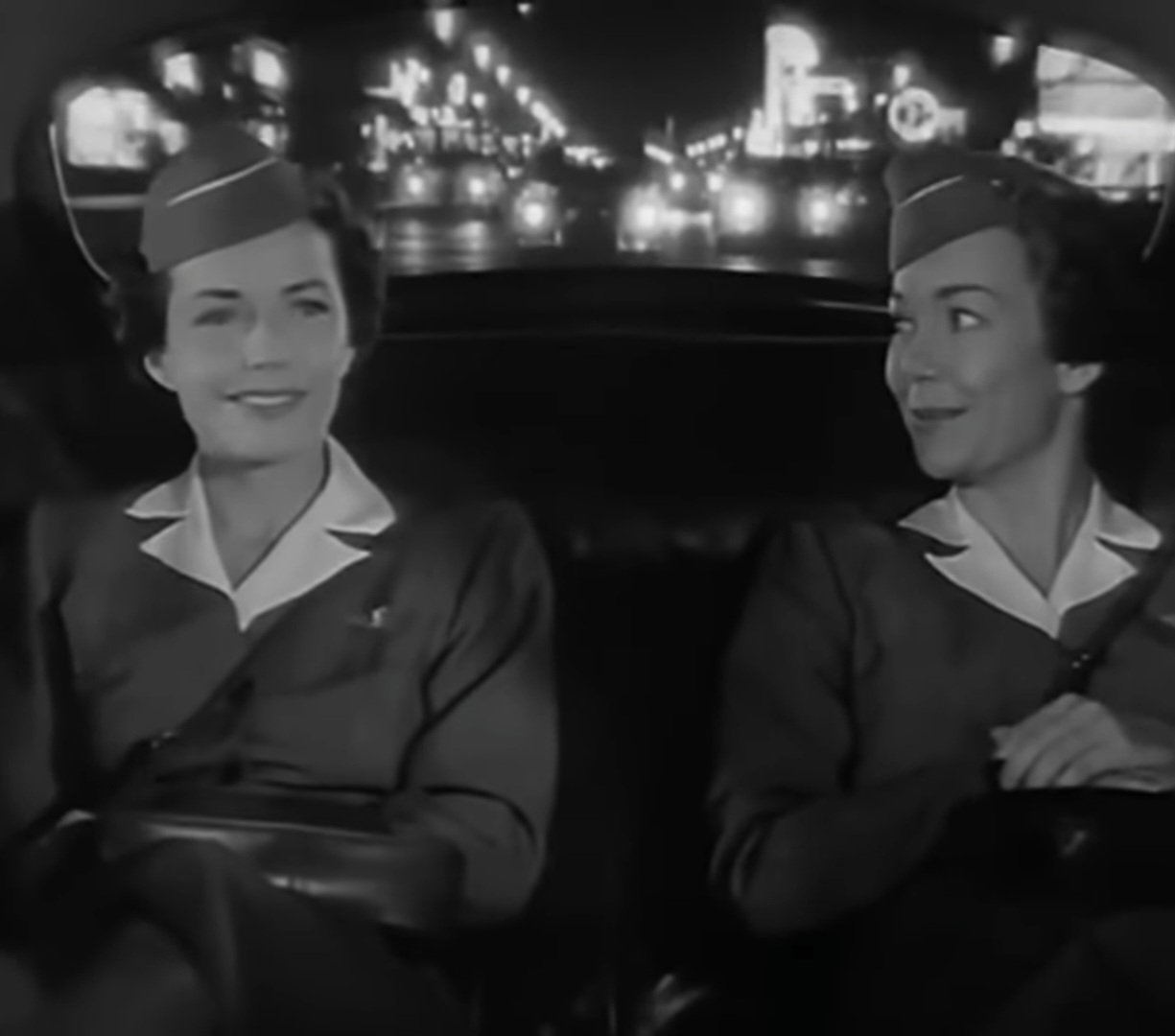
Anne Sargent et Jane Wyman dans "Venus en uniforme"

Vénus en uniforme (titre original : Three Guys Named Mike) est un film américain en noir et blanc réalisé par Charles Walters, sorti en 1951.

## Synopsis
L'hôtesse de l'air Marcy Lewis est courtisée par trois hommes prénommés Mike : un étudiant en biologie, un pilote d'avion et un publicitaire. Lorsque les hommes découvrent qu'ils s'intéressent tous trois à la même femme, Marcy doit faire un choix.

## Fiche technique
- Titre original : Three Guys Named Mike
- Titre français : Vénus en uniforme
- Réalisation : Charles Walters
- Scénario : Sidney Sheldon, d'après une histoire de Ruth Brooks Flippen
- Musique : Bronislau Kaper
- Direction artistique : William Ferrari, Cedric Gibbons
- Photographie : Paul C. Vogel
- Montage : Cotton Warburton
- Producteur : Armand Deutsch
- Société de production et de distribution : Metro-Goldwyn-Mayer
- Pays de production :  États-Unis
- Langue originale : anglais américain
- Format : noir et blanc — 35 mm — 1,37:1 — son : mono (Western Electric Sound System)
- Genre : comédie romantique
- Durée : 90 minutes
- Dates de sortie :
  - États-Unis : 1er mars 1951
  - France : 24 avril 1953

## Distribution
- Jane Wyman : Marcy Lewis
- Van Johnson : l'étudiant en biologie Michael Lawrence, dit "Mike"
- Howard Keel : le pilote d'avion Mike Jamison, dit "Michael"
- Barry Sullivan : le publicitaire Mike Tracy, dit "Mickey"
- Phyllis Kirk : Kathy Hunter
- Anne Sargent : Jan Baker
- Jeff Donnell : Alice Reymend
- Herbert Heyes : Scott Bellamy
- Robert Sherwood : Benson
- Don McGuire : MacWade Parker
- Barbara Billingsley : Ann White
- Hugh Sanders : Mr. Williams
- John Maxwell : Dr Matthew Hardy
- Lewis Martin : C.R. Smith
- Ethel "Pug" Wells : elle-même
- Sydney Mason : Osgood
- Herb Vigran : M. Kirk
- Charles Wagenheim : un passager de l'avion